# Thanon Phetkasem

Highway Nr. 4

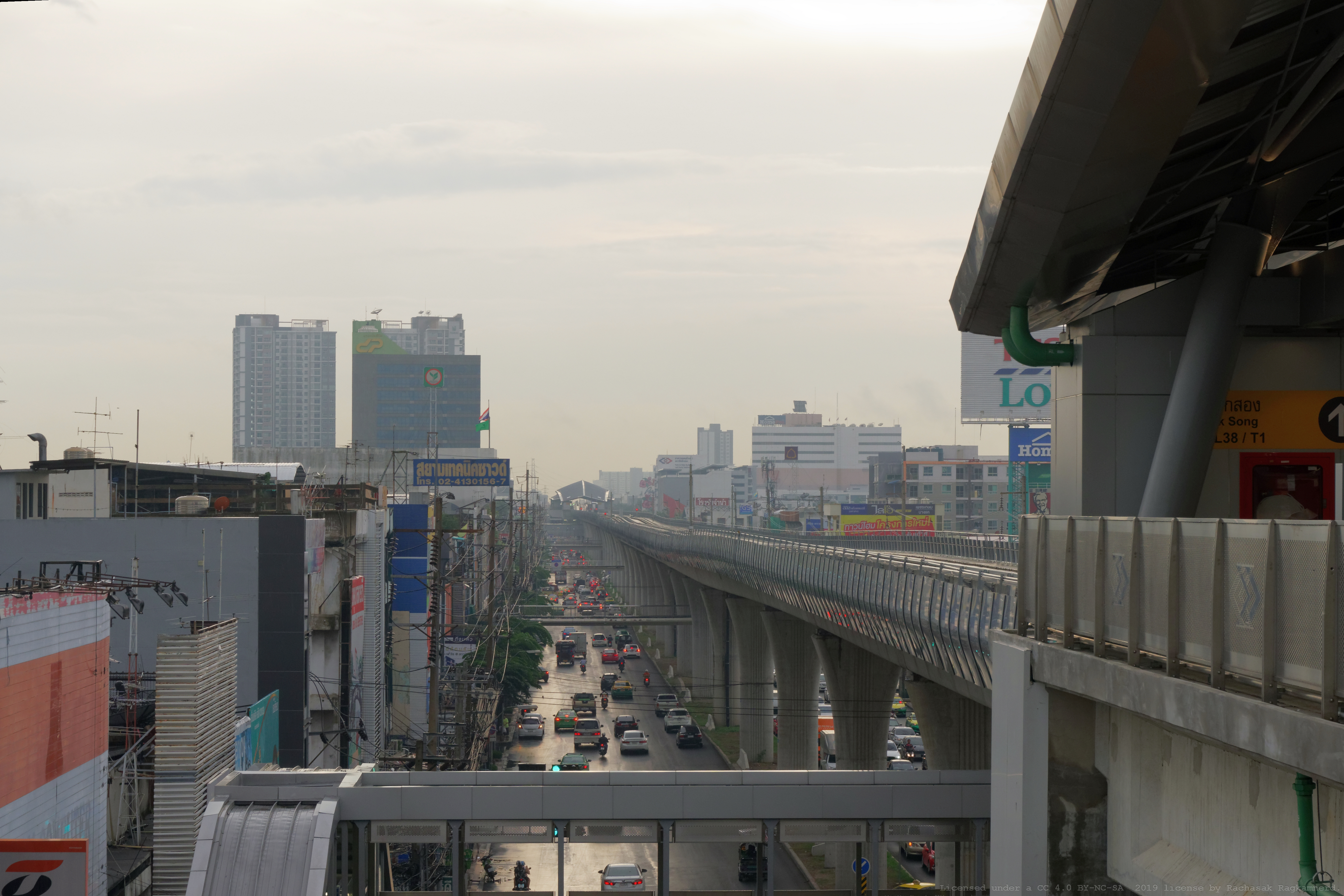
Thanon Phetkasem in Bangkok – Bang Khae

Thanon Phetkasem (Thai: ถนน เพชรเกษม, im englischen Sprachgebrauch auch Petchkasem Road oder Thailand Route 4 – ทางหลวง แผ่นดินหมายเลข 4) ist neben der Thanon Phahonyothin, der Thanon Sukhumvit und der Thanon Mittraphap eine der vier wichtigsten Schnellstraßen in Thailand. Mit einer Länge von 1274 Kilometern ist sie die längste Schnellstraße von Thailand und ist streckenweise ein Teil des Asian Highway AH2.
an der MRT
Der Name Phetkasem wurde der Straße nach ihrer Fertigstellung am 10. Dezember 1950 zu Ehren von Luang Phetkasem Withisawasdi (ก่หลวง เพชรเกษม วิถีสวัสดิ์), dem siebten Direktor des Schnellstraßen-Ministeriums (Department of Highways) verliehen.

## Straßenverlauf

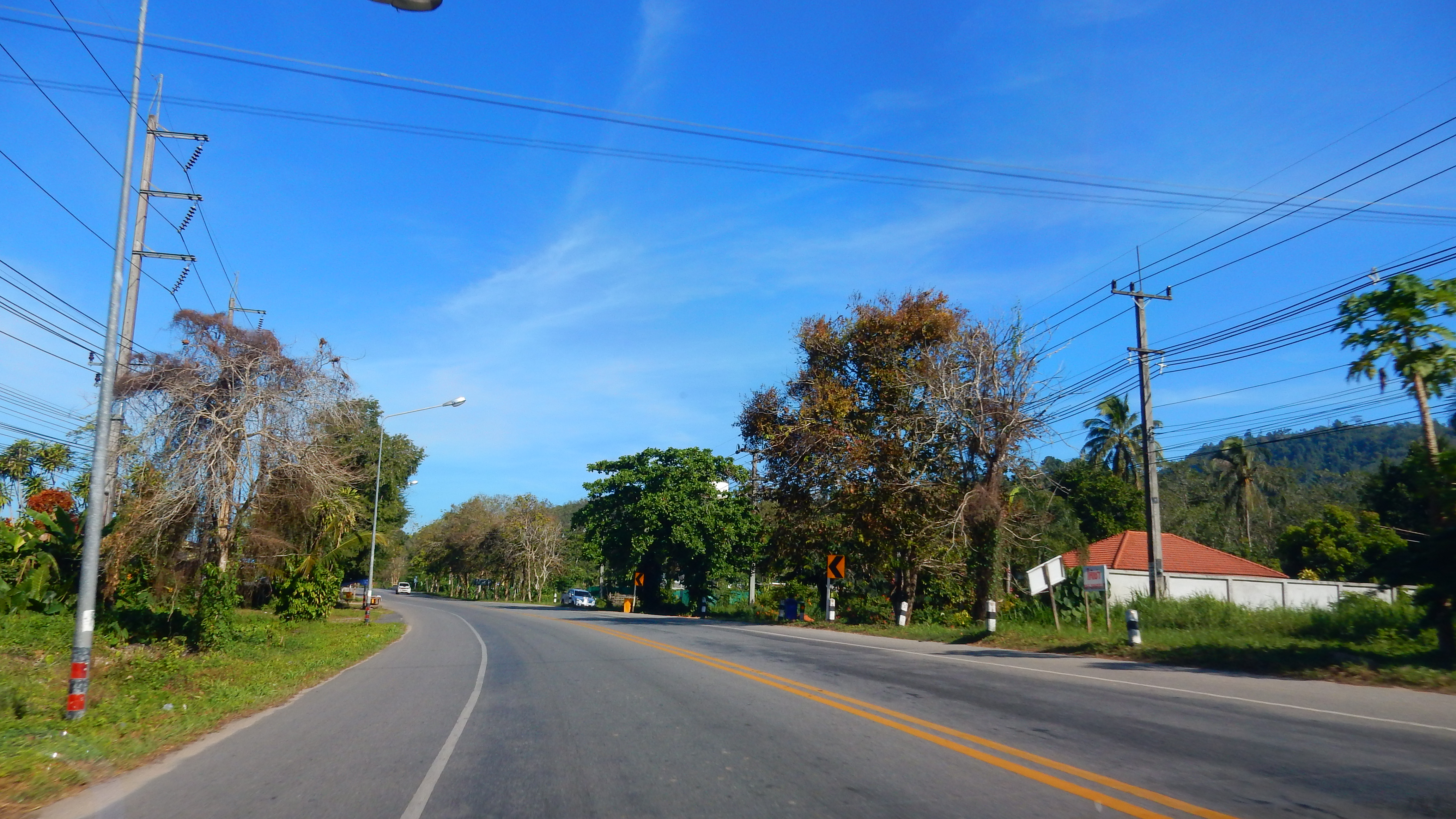
Thanon Phetkasem in der Provinz Phang Nga

Thanon Phetkasem verbindet Bangkok mit der Grenze zu Malaysia im Süden des Landes, dabei führt sie durch die Provinzen Samut Sakhon, Nakhon Pathom, Ratchaburi, Phetchaburi, Prachuap Khiri Khan, Chumphon, Ranong, Phang Nga, Krabi, Trang, Phatthalung und Songkhla. Die Verlängerung ab Amphoe Sadao bildet der North-South Expressway (NSE) von Malaysia.
Heute hat die Thanon Phetkasem teilweise ihre Bedeutung als Langstreckenverbindung verloren, da kürzere Verbindungen entstanden sind, insbesondere zwischen Chumphon und Phattalung mit der Route 41.

## Kartenmaterial
- ThinkNet: Road Map of Thailand. MapMagic CD + Paper Map. Multi-Purposes Bilingual Mapping Software, Bangkok, 2008.